# Marek Ruszczyc
Marek Ruszczyc (ur. 1934, zm. 1992) – polski pisarz, dziennikarz i reporter. W swych publikacjach książkowych zajmował się głównie problematyką historyczną.

## Wybrane publikacje
- Andrzej Strug, Warszawa: „Książka i Wiedza”, 1962.
- Awanturnicy i szarlatani, Warszawa: Krajowa Agencja Wydawnicza, 1979.
- Biografie spod ciemnej gwiazdy, Katowice : „Śląsk”, 1989.
- Bohater spod Racławic, Warszawa: „Nasza Księgarnia”, 1985.
- Dzieje rodu i fortuny Branickich, Warszawa: „Delikon”, 1991.
- Generał Ignacy Prądzyński 1792–1850, Warszawa: Wydawnictwo Ministerstwa Obrony Narodowej, 1968.
- Jak zginął Mikołaj II?, Warszawa: „Alfa”, 1991.
- Kobiety fatalne, Warszawa: „Foox”, 1991, Warszawa: „Świat Książki”, 1999.
- Krwawa Joanna, Widmo Rasputina, Warszawa: „Libra”, 1991.
- Napoleon i Józefina, Warszawa: „Delikon”, 1991.
- Niepospolite kobiety. Legenda i historia, Warszawa : „Nasza Księgarnia”, 1980 (kilka wznowień).
- Opowieść o Orle Białym, Warszawa: „Nasza Księgarnia”, 1981, 1988.
- Pierwszy prezydent Gabriel Narutowicz, Warszawa: „Książka i Wiedza”, 1967.
- Polacy czasów niewoli, Warszawa: Młodzieżowa Agencja Wydawnicza, 1987.
- Portrety ze swastyką, Warszawa, 1963.
- Potomkowie generała, Warszawa: Wydaw. Min. Obrony Narodowej, 1986.
- Rasputin – niekoronowany car Rosji, Warszawa: „Polonia”, 1991.
- Romanse sprzed lat, Warszawa: Krajowa Agencja Wydawnicza, 1977.
- Strzały w „Zachęcie”, Katowice: „Śląsk”, 1987.
- Szlakiem kosynierów, Warszawa: Państwowe Zakłady Wydawnictw Szkolnych, 1971.
- Walerian Łukasiński, Warszawa: Państwowe Zakłady Wydawnictw Szkolnych, 1963, 1969[1].
- Agenci i prowokatorzy. Z tajemnic carskiej Ochrany, Warszawa, 1993.